# Contestazione generale
Contestazione generale è un film a episodi diretto nel 1970 da Luigi Zampa. interpretato, tra gli altri, da Nino Manfredi, Vittorio Gassman e Alberto Sordi.

## Trama
La bomba alla televisione
Zelanti funzionari televisivi incaricano Riccardo, regista d'avanguardia, di girare un servizio altamente innovativo sulla contestazione. Il risultato è eccessivamente provocatorio e imbarazzante per i benpensanti dirigenti TV e non sarà mai trasmesso.
Concerto a tre pifferi
L'episodio narra del dott. Beretta, direttore dell'ufficio esteri nella fabbrica di un industriale milanese, e di suo figlio, giovane studente di architettura, pienamente immerso nel clima rivoluzionario e di contestazione dell'Università negli anni settanta Il film è del 1970. Il dott. Beretta, che ha un rapporto conflittuale con il figlio, dovuto alle idee di quest'ultimo, deve partire per un viaggio d'affari a New York, con il suo anziano principale Umberto Gavazza, uomo profondamente conservatore e dispotico, verso il quale egli mantiene un atteggiamento servile. Durante il soggiorno contrassegnato dalle gaffes dell'anziano magnate milanese che stenta a comprendere il mondo e la lingua anglosassone, i due hanno un diverbio per questioni legate all'affare che sono venuti a trattare, e il dott. Beretta è per l'ennesima volta maltrattato dal suo capo, in un impeto di stizza decide di abbandonarlo lì al centro di New York, prima corre a telegrafare della "ribellione" al figlio, poi conclude l'affare alle sue condizioni e infine ritorna in albergo, ma qui misteriosamente il suo capo non è ancora rientrato. Dopo averlo fatto scarcerare e ascoltato, nello sfondo di una fredda New York mattutina, i motivi della sua incarcerazione, Beretta sembra essersi conquistato la fiducia del suo principale. Sennonché questi, da principio convinto della sua buona fede nell'essersi allontanato il giorno prima, a suo dire per chiamare un taxi, inizia nel viaggio di ritorno a dubitarne, a Parigi prima, e poi ad accusarlo apertamente una volta in Italia, licenziandolo direttamente in macchina mentre tornano dall'aeroporto e facendolo scendere dalla vettura. Al Beretta, dopo un breve sfogo contro il figlio, che li seguiva in macchina, non rimane che suonare il piffero.
L'università
Manifestazioni studentesche riprese all'interno di alcune università italiane.
Il prete
Don Giuseppe Montanari è il parroco di un piccolo paesino in provincia di Viterbo, Civita di Bagnoregio. La sua vita grama di paese, è caratterizzata dai continui spostamenti in corriera e in treno per provvedere alle esigenze dei suoi parrocchiani. La svolta a questa monotona quotidianità è data dalle attenzioni che la cassiera del bar della stazione, dove il parroco spesso si ferma, sembra riservargli e da alcuni biglietti anonimi che incomincia a ricevere, nei quali lo si accusa di avere incontri segreti con la suddetta. Il parroco verrà poi a scoprire che la cassiera ha sì un amante, ma è don Roberto, il parroco della città bassa, ben più ricco e potente di lui, e che le avance che gli muoveva servivano a depistare i sospetti da don Roberto. Nel viaggio che lo porta a conferire con il suo vescovo, il parroco inizia a riflettere su questa condizione del suo confratello e su quella di un ministro protestante che gli offre un passaggio nella sua costosa automobile e l'invita a cena in un dispendioso ristorante con la sua famiglia. Giunto in Curia, il vescovo gli comunica che la sua parrocchia è soppressa, e gli chiede cosa voglia in cambio e lui, ormai trasformato, chiede una parrocchia ricca e di potersi sposare.

## Distribuzione
Il film è stato distribuito nei cinema italiani a partire dal 14 marzo 1970. Il 22 ottobre 2009 è stato proiettato alla Festa del Cinema di Roma.
Il film è conosciuto anche con i titoli Revuelta general (Argentina), A Contestação (Brasile), Contestation générale (Francia), I megali diamahi (Grecia), Eu Contesto, Tu Contestas, Ele Contesta (Portogallo) e, inoltre, con il titolo in inglese Let's Have a Riot.
Il primo episodio La bomba alla televisione era incluso nella versione del film distribuita nelle sale cinematografiche e nelle prime messe in onda televisive italiane. In seguito l'episodio venne tagliato sia dalle trasmissioni televisive italiane che dalla successiva distribuzione in home video.

## Accoglienza

### Incassi
Il film ebbe un grande successo e l'incasso totale fu di Lire 1.688.801.000.

### Critica
(Segnalazioni cinematografiche, vol. 70, 1971)
(Filippo Sacchi, Epoca, 26 aprile 1970)
(FilmTv.it)

## Colonna sonora
La colonna sonora, composta da Piero Piccioni, è stata pubblicata solamente in Giappone nel 1997 da Avanz Records in formato CD con numero di catalogo SP/CR 20015.

### Tracce
1. Main Titles - Organ Mix – 2:10
2. Party – 5:38
3. Night Club – 4:03
4. Concerto for 3 Fifes – 2:34
5. Protesters – 3:40
6. Concerto for 3 Fifes 2 – 2:00
7. Tango Savage – 2:07
8. Main Thema - Bossa Nova – 1:23
9. The Priest – 4:25
10. Love Thema – 5:16
11. Protesters 2 – 1:53
12. Funny Priest – 3:11
13. The TV Bomb – 1:37
14. Main Thema - Reprise – 2:02
15. The Priest 2 – 4:03
16. Protesters 3 – 3:03
17. End Title – 1:47
18. Main Titles - Alternate – 2:10
19. Bonus track

Durata totale: 53:02